# Церковь Святого Духа (Таллин)
Церковь Святого Духа, церковь Пю́хавайму (эст. Püha Vaimu kirik, Pühavaimu kirik) — церковь, находящаяся в историческом центре Таллина на улице Пюхавайму, памятник истории и архитектуры. Возведённая ещё в XIV веке, церковь Святого Духа является единственным сакральным сооружением, которое по сегодняшний день сохранило свой первозданный вид. Именно в ней были проведены первые проповеди на эстонском языке. В настоящее время принадлежит лютеранскому приходу, входящему в ЭЕЛЦ. 

## История
Первоначальное строение было заложено в начале XIII века. В начале XIV века к зданию было пристроена двухнефная продольная часть. В 1630-е годы был по проекту архитектора Г. Граффа сооружён кивер в стиле северного Возрождения (обновлён в 1688 году по проекту Д. Биккеля и А. Яна). Флюгер создан в 1688 году Д. Хюбенером.
Во второй половине XIX века рассматривался вопрос о расширении и реконструкции церкви, но проект не был реализован. Вместо этого в Таллине была возведена новая Яановская церковь (1862—1867).
С данной церковью связана память о двух пасторах XVI века, внёсших значительный вклад в культуру Эстонии:
- Георг Мюллер, автор проповедей на эстонском языке
- Балтасар Руссов, автор «Хроники Ливонской провинции»

Шпиль церкви загорелся в 2002 году, был восстановлен в 2003 году. Реставрация следовала оригинальному решению.

## Архитектура
В 1995 году церковь была внесена в Государственный регистр памятников культуры Эстонии как исторический памятник и памятник архитектуры. При инспектировании 5 октября 2021 года состояние церкви было оценено как хорошее.
В западной части здания имеется стройная восьмигранная консольная башня в стиле Тевтонского ордена.
На северном фасаде здания находятся резные часы в стиле барокко, созданные в 1684 году К. Аккерманом.

## Интерьер
В церкви имеются:
- средневековый готический резной алтарь с изображением апостола Андрея (1513, памятник культуры)[5]
- створчатый алтарь (1483, памятник культуры)[6]
- ренессансная кафедра (1597, памятник культуры)[7]
- люстры и бра в стиле возрождения и барокко.
- живописные эпитафии в стиле барокко

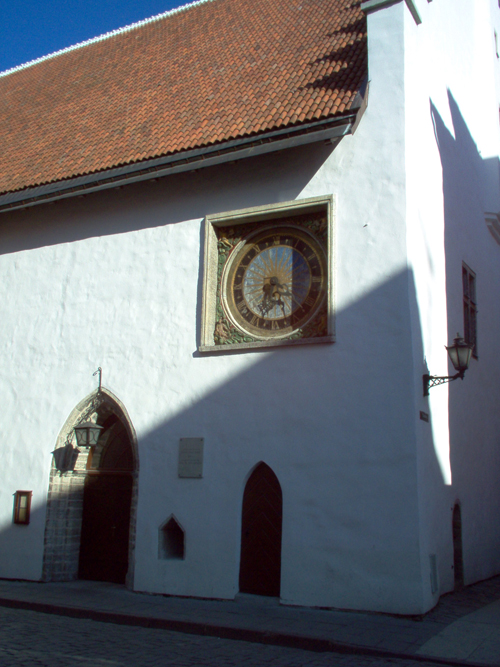
Внешний вид
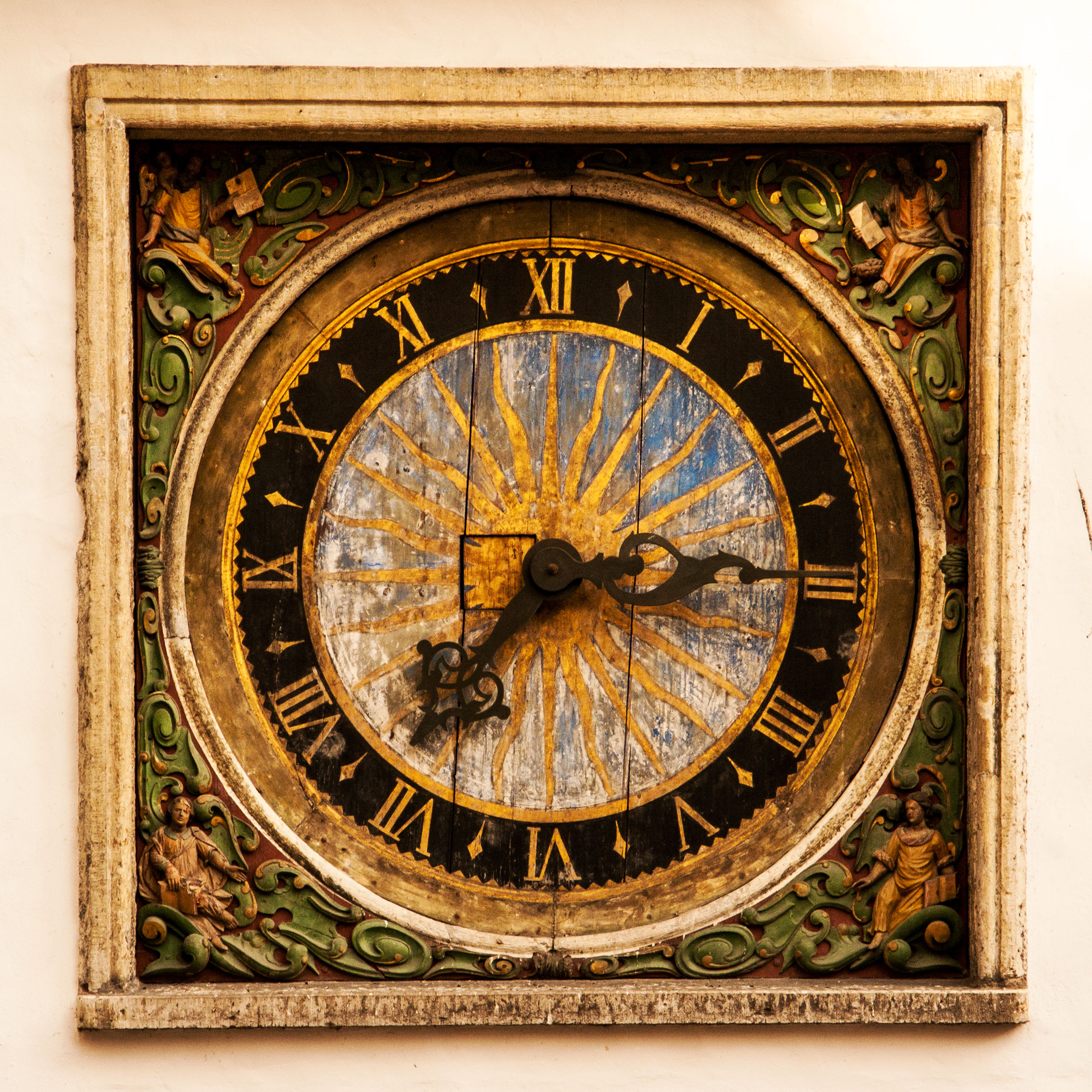
Часы
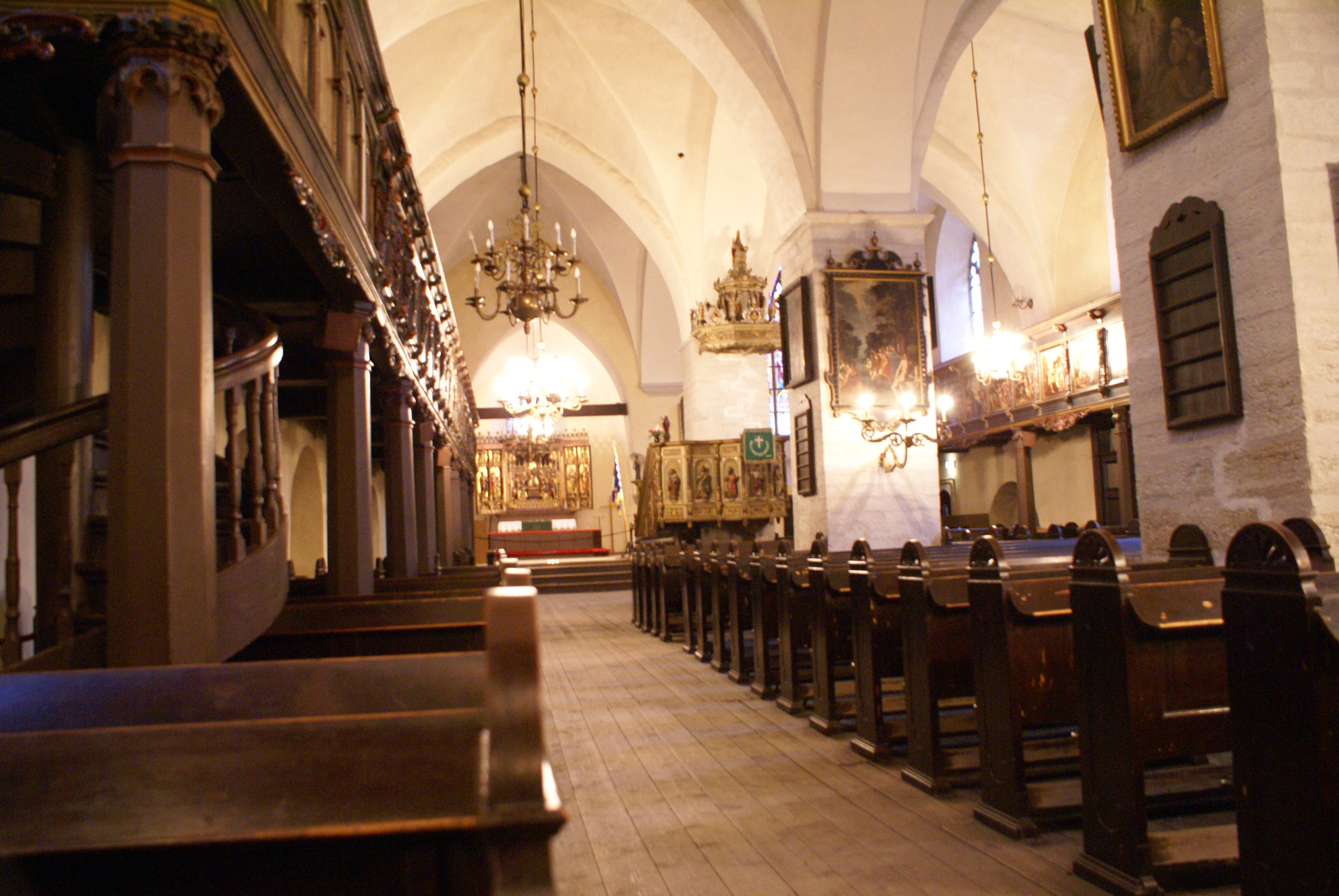
Внутреннее убранство
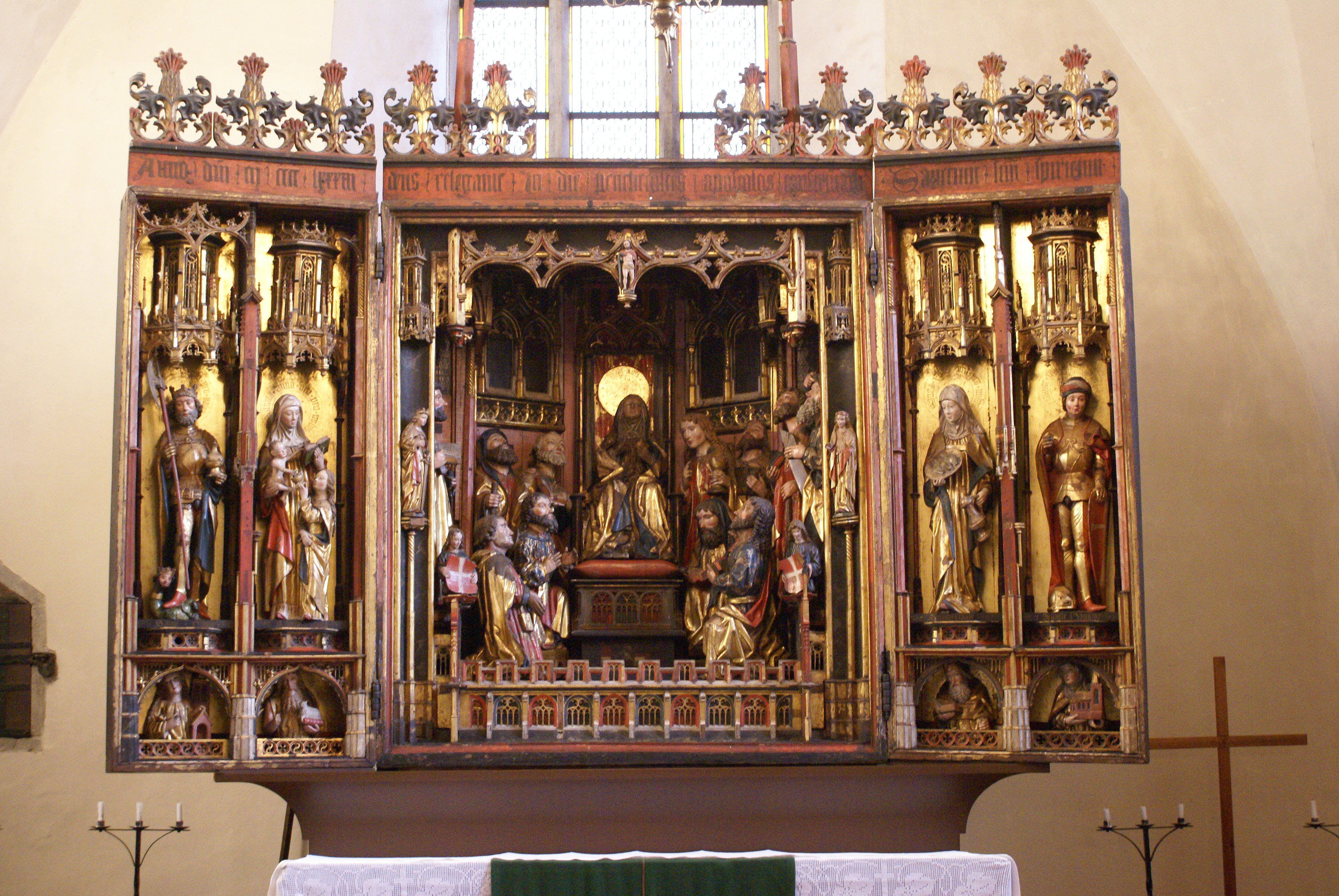
Створчатый алтарь
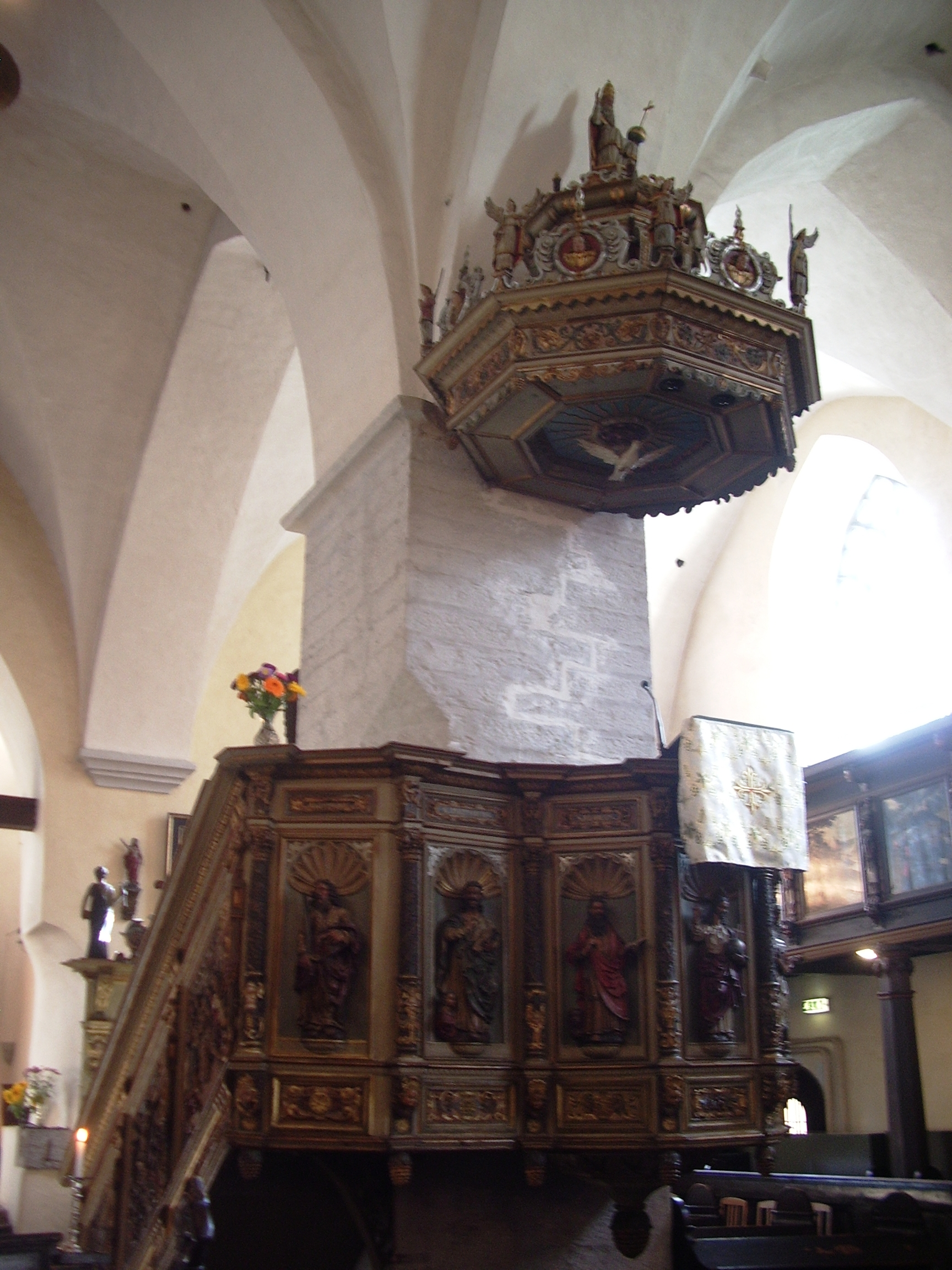
Кафедра